# Cayos de Albuquerque
Cayos de Albuquerque är öar i Colombia.   De ligger i departementet San Andrés och Providencia, i den nordvästra delen av landet, 1 200 km nordväst om huvudstaden Bogotá.